# Nashorn im Galopp
Nashorn im Galopp ist ein deutscher Kurzfilm von Erik Schmitt aus dem Jahr 2013.

## Handlung
Bruno will die Seele von Berlin erfassen und entdeckt immer wieder besondere Plätze in seiner Lieblingsstadt. Bei einem seiner Streifzüge stößt er auf die attraktive und geheimnisvolle Vicky. Zusammen entdecken sie die Stadt erneut und machen Bilder von Vickys Lieblingsplätzen. Denn die erwachsene Frau zieht mit ihrem Vater um die Welt und will noch einmal ihre Lieblingsplätze auf Fotos festhalten. Bruno merkt, das Vicky mehr für ihn ist, doch ausgerechnet an ihrem letzten gemeinsamen Tag hat sie sich mit einem Kellner aus einem Restaurant verabredet. Bruno  beschimpft sie daraufhin wüst.
Als er erkannt hat, was er getan hat, nimmt er auf die Schnelle ein künstlerisches Video auf, das er gegenüber ihrer Hauswand projiziert. In diesem versichert er ihr seine Freundschaft und dass er immer auf sie warten werde, wenn sie wieder nach Berlin kommen würde.

## Hintergrund
Erik Schmitts Regie-Stil  basiert auf der Stop-Motion-Technik und verbindet reale Szenen mit Stoffpuppen, Knetmasse und Papiermännchen. Auch werden Gegenstände zum Leben erweckt und statische Gegenstände verändern ihre Form oder bewegen sich. Dadurch entstehen einige fantasievoll arrangierte Szenen, bei der zum Beispiel Flugzeuge mit zwei Fingern vom Himmel geholt werden. Einige Szenen wurden bei Erik Schmitts erstem Langfilm Cleo (2019) zweitverwertet.
Seine Premiere hatte der Film auf den 63. Internationalen Filmfestspielen Berlin. Der Film gewann diverse Kurzfilmwettbewerbe, darunter den als bester Kurzfilm sowie den Publikumspreis des Landshuter Kurzfilmfestivals, den Förderpreis Schnitt, den Publikumspreis der Alpinale, den 2. Platz der Rüsselsheimer Filmtage und den Kurzfilmpreis des Fünf Seen Filmfestivals.

## Kritiken
Die Deutsche Film- und Medienbewertung (FBW) bewertete den Kurzfilm mit dem „Prädikat besonders wertvoll“ und begründete dies folgendermaßen: „Von jener doppelten Romanze erzählt Erik Schmitt in immer neu überraschenden, komischen und originellen Trickaufnahmen, bei denen etwa überall in der Stadt Pfeile auftauchen, die Bruno zu seinem ersten Treffen mit seiner späteren Komplizin führen. All diese Effekte dienen der Geschichte, die auch dadurch an Tiefe gewinnt, dass Bruno seine eigene Isolation erkennt und über seine Arroganz, mit der er seine Mitmenschen als ignorant ansieht, selbstkritisch reflektiert. Die Romanze wird ohne Pathos erzählt, und so kann es sich Erik Schmitt sogar leisten, einen Stich in Brunos Herz plastisch darzustellen, ohne dabei je schwülstig zu wirken. NASHORN IM GALOPP ist ein mit viel Liebe zum Medium Film produziertes Meisterwerk – ganz und gar analog gebastelt und dennoch auf der Höhe der Zeit.“